# Mährenhorn
Mährenhorn är en bergstopp i Schweiz.   Den ligger i distriktet Interlaken-Oberhasli och kantonen Bern, i den centrala delen av landet, 70 km öster om huvudstaden Bern. Toppen på Mährenhorn är 2 923 meter över havet, eller 384 meter över den omgivande terrängen. Bredden vid basen är 3,0 km.
Terrängen runt Mährenhorn är huvudsakligen bergig, men åt sydost är den kuperad. Närmaste större samhälle är Meiringen, 10,2 km väster om Mährenhorn. 
Trakten runt Mährenhorn består i huvudsak av gräsmarker. Runt Mährenhorn är det mycket glesbefolkat, med 2 invånare per kvadratkilometer.